# Oka Nikolov
Oka Nikolov ['ɔka 'nikɔlɔf] (mazedonisch Ока Николов; * 25. Mai 1974 in Erbach als Orhej Nikolov) ist ein ehemaliger nordmazedonisch-deutscher Fußballtorwart und heutiger Trainer, der über 20 Jahre bei Eintracht Frankfurt unter Vertrag stand und auch für die mazedonische Nationalmannschaft spielte. Seit Februar 2022 ist Nikolov als Torwart- und Co-Trainer bei Los Angeles FC im Einsatz.

## Karriere

### Vereinskarriere

#### Anfänge
Aufgewachsen in Sandbach im Odenwald, machte Oka Nikolov bei seinem Heimatverein SG Sandbach erste Erfahrungen als Fußballer. Früh erkannte man sein Talent als Torwart, insbesondere seine Reaktionen galten als hervorragend. Von 1989 bis 1991 spielte er in der Jugend des SV Darmstadt 98, anschließend wechselte er zu Eintracht Frankfurt.

#### Eintracht Frankfurt
Seine Profilaufbahn begann Nikolov 1994 bei der Eintracht. Zunächst war er Reservetorwart hinter Uli Stein und Andreas Köpke, ehe er nach dem Abstieg der Eintracht und dem Weggang des damaligen Nationaltorwarts Köpke 1996 zum Stammtorhüter des Vereins aufstieg. Bis zur Saison 2000/01 blieb er Stammtorhüter, als er unter Trainer Felix Magath dem neuverpflichteten Dirk Heinen weichen musste. Nach dem erneuten Abstieg von Eintracht Frankfurt 2001 und dem Weggang von Dirk Heinen erkämpfte er sich den Stammplatz im Tor zurück.
Nach dem Abstieg im Sommer 2004 musste er abermals einer Neuverpflichtung, Markus Pröll, weichen. Nach dessen Verletzung zu Beginn der Saison 2005/06 kehrte Nikolov nach einem Jahr wieder ins Tor von Eintracht Frankfurt zurück und verteidigte seinen Platz mit starken Leistungen auch nach Prölls Wiedergenesung bis Saisonende. Diesen verlor Nikolov zu Beginn der Saison 2006/07 abermals, da Trainer Friedhelm Funkel Markus Pröll den Vorzug gab. Aufgrund einer hartnäckigen Rippenverletzung von Pröll, die immer wieder aufbrach, spielte Nikolov trotzdem regelmäßig und kam auf 20 Saisoneinsätze 2006/07. In der Saison 2012/13 kam Nikolov, nachdem sich Kevin Trapp die Hand gebrochen hatte, im Saisonfinale zu sieben Einsätzen und hatte mit seinen Leistungen maßgeblichen Anteil am Erreichen der Europapokalplätze. Im Mai 2013 wurde der Vertrag mit Nikolov um ein weiteres Jahr bis zum 30. Juni 2014 verlängert, im Juni 2013 jedoch auf Nikolovs Wunsch hin aufgelöst. Er wollte sich einen Lebenstraum erfüllen und seine Karriere in den Vereinigten Staaten ausklingen lassen.

#### Philadelphia Union
Im Sommer 2013 wechselte Nikolov in die Major League Soccer zu Philadelphia Union. Nikolov wurde zwar als Ersatztorhüter verpflichtet, seine Hauptaufgabe war jedoch, den jungen Stammtorhüter Zac MacMath zu trainieren und seine Erfahrung an ihn weiterzugeben.

#### Fort Lauderdale Strikers
Anfang 2014 wechselte er in die North American Soccer League zu den Fort Lauderdale Strikers. Für den Verein bestritt er sechs Spiele.

### Nationalmannschaft
Zwischen 1998 und 2001 bestritt Nikolov fünf A-Länderspiele in der mazedonischen Nationalmannschaft. Sein Debüt feierte er dabei in einem Freundschaftsspiel gegen Ägypten am 29. September 1998. Da er die deutsche Staatsbürgerschaft nicht ablegte, konnte er nur in Freundschaftsspielen eingesetzt werden.

### Trainerkarriere
Nach dem Ende seiner aktiven Laufbahn wurde Nikolov sportlicher Leiter beim JFC Frankfurt. Am 24. Dezember 2015 wurde bekannt, dass er ab Januar 2016 zu Philadelphia Union zurückkehrt. Dort arbeitete er als Co-Trainer. Ab November 2017 war Nikolov Torwarttrainer beim MLS-Team LA Galaxy, im Trainerteam von Sigi Schmid. Zuvor war er bereits für die deutsche U19-Nationalmannschaft und die mazedonische A-Nationalmannschaft als Torwarttrainer im Einsatz. Nikolov besitzt die UEFA-A-Lizenz. Von Dezember 2018 bis Januar 2021 trainierte er wieder bei Philadelphia Union. Im Juli 2021 wurde er Torwarttrainer bei D.C. United. Seit Februar 2022 ist er bei Los Angeles FC im Einsatz.

## Erfolge
Eintracht Frankfurt
- Aufstieg in die Bundesliga: 1998 (als Meister), 2003, 2005 und 2012
- DFB-Pokal-Finalist: 2006 (0:1 gegen den FC Bayern München)
- Qualifikation für die Europa League: 2013

## Sonstiges
Seit 1999 hat Nikolov die deutsche Staatsangehörigkeit.
Bei den Fans ist Nikolov vor allem wegen seiner Vereinstreue beliebt; so blieb er Eintracht Frankfurt über 20 Jahre lang trotz vierer Abstiege in die Zweite Bundesliga treu und wird deshalb von den Fans und der Presse ehrfürchtig „der ewige Oka“ genannt. Als erfahrener Spieler wurde er bei Bedarf als Kapitän eingesetzt. Nikolov wurde als einziger aktiver Spieler von den Fans zu einer der Säulen der Eintracht gewählt. Hierzu wurden die Gewählten in der Frankfurter U-Bahn-Station Willy Brandt-Platz mit ihrem Konterfei auf Säulen als „Hall of Fame“ verewigt.
Nikolov unterstützt als Botschafter die Initiative Respekt! Kein Platz für Rassismus.